# Euphorbia jodhpurensis
Euphorbia jodhpurensis là một loài thực vật có hoa trong họ Đại kích. Loài này được Blatt. & Hallb. mô tả khoa học đầu tiên năm 1920.